# Eupithecia terrenata
Eupithecia terrenata là một loài bướm đêm trong họ Geometridae.